# Rodolfo González (Boxer)
Rodolfo González (* 16. Dezember 1945 in Guadalajara, Mexiko) ist ein ehemaliger mexikanischer Boxer im Leichtgewicht.
Am 10. November des Jahres 1972 wurde González in einem auf 15 Runden angesetzten Fight mit einem Sieg durch technischen K. o. in Runde 10 gegen seinen Landsmann Chango Carmona Weltmeister des World Boxing Council (kurz WBC).
Gegen Ruben Navarro verteidigte González im darauffolgenden Jahr seinen Titel und verlor ihn im April 1974 durch klassischen Knockout in der 8. Runde an den Japaner Guts Ishimatsu. Auch das Rematch gegen Ishimatsu, das noch Ende November desselben Jahres stattfand, verlor González durch klassischen K. o. in Runde 12. Dieser Kampf war zugleich González’ letzter.